# Društvo Podravec
Podravec je zavičajno društvo Podravaca u Zagrebu. Osnovano je 1969., a prvi predsjednik je bio Martin Berta, zastupnik u Hrvatskom saboru podrijetlom iz Virja. 
Društvo je osnovalo Podravski dom u Ilici 75 u 1993. godine. U sklopu Podravskog doma od 1994. djeluje i Udruga podravskih studenata.
Društvo je obnovljeno 2023. godine.

## Udruga podravskih studenata
Osnovana je 6. travnja 1994. u Zagrebu. Iako je tradicija okupljanja studenata (iz Koprivnice i okolice) postojala od 1926. (Društvo »Akademičar«), no nije imala podravski predznak. Nastala je na inicijativu članova nekoliko društava (Kulturno-prosvjetiteljsko društvo "Fran Galović" i "Bilogorska pajdašija"). Osnovana je kao Zavičajni klub podravskih studenata, a prvih je nekoliko mjeseci (do registracije) formalno djelovala kao podmladak Društva »Podravec«. Podršku kod osnutka i pomoć u prvim godinama rada dao je Vinko Česi. Kasnije je osnovana i Udruga podravskih studenata Osijek. 

## Vanjske poveznice
- Stranice UPS-a (arhivirano 18. listopada 2002.)